# Высокое (Черноморский район)
Высо́кое (до 1948 года Абузла́р; укр. Високе, крымскотат. Abuzlar, Абузлар) — исчезнувшее село в Черноморском районе Республики Крым, располагавшееся в центре района, у берега Чёрного моря, примерно в 2 километрах западнее Черноморского.

## История
Первое документальное упоминание села встречается в Камеральном Описании Крыма… 1784 года, судя по которому, в последний период Крымского ханства Албазар входил в Шейхелский кадылык Козловского каймаканстваь. Видимо, после присоединения Крыма к России 8 февраля 1784 года, вследствие эмиграции крымских татар в Турцию, деревня опустела, поскольку в доступных ревизских документах до середины XIX века не встречается. Территориально, по новому административному делению, после создания 8 (20) октября 1802 года Таврической губернии, Абузлар находился в Яшпетской волости Евпаторийского уезда.
На военно-топографической карте генерал-майора Мухина 1817 года деревня Елыхазылар обозначена пустующей, на картах 1836, 1842 и 1865—1876 года обозначены развалины деревни Абузлар.
Возрождено поселение, как хутор, было в начале XX века. По Статистическому справочнику Таврической губернии. Ч.II-я. Статистический очерк, выпуск пятый Евпаторийский уезд, 1915 год, на хуторе Обузлар Кунанской волости Евпаторийского уезда числилось 3 дворов с русским населением без приписных жителей, но с 29 — «посторонними».
После установления в Крыму Советской власти, по постановлению Крымревкома от 8 января 1921 года № 206 «Об изменении административных границ» была упразднена волостная система и образован Евпаторийский уезд, в котором создан Ак-Мечетский район и село вошло в его состав, а в 1922 году уезды получили название округов. 11 октября 1923 года, согласно постановлению ВЦИК, в административное деление Крымской АССР были внесены изменения, в результате которых округа были отменены, Ак-Мечетский район упразднён и село вошло в состав Евпаторийского района. Согласно Списку населённых пунктов Крымской АССР по Всесоюзной переписи 17 декабря 1926 года, на хуторе Абузлар, Ак-Мечетского сельсовета Евпаторийского района, числилось 4 дворов, из них 8 крестьянских, население составляло 18 человек, все русские. По постановлению КрымЦИКа от 30 октября 1930 года «О реорганизации сети районов Крымской АССР», был восстановлен Ак-Мечетский район (по другим данным 15 сентября 1931 года) и село вновь включили в его состав.
С 25 июня 1946 года Абузлар в составе Крымской области РСФСР. Указом Президиума Верховного Совета РСФСР от 18 мая 1948 года, Абузлар переименовали в Высокое. Видимо, вскоре селение упразднили, поскольку в списке ликвидированных после 1954 года населённых пунктов Высокое не значится.